# امین خوری (پزشک)
امین خوری (به عربی: أمین الخوري) (۱۸۵۵–۱۹۱۹) (نسب: امین بن یوسف بن ابراهیم بن استفان) پزشک و ادیب لبنانی بود. پزشکی را در قصر العینی قاهره خواند و در بیمارستان‌های سودان به درمان پرداخت. سپس به مصر بازگشت و در المنصوره ساکن شد و به اشتغال ادامه داد. پس از این‌ها به زادگاهش، کاسین برگزشت. فلسفهٔ اشیاء، ریحان النفوس فی انتخاب العروس، رساله‌ای در طاعون، ریحانة النفوس فی حیاة الإنسان و رساله‌ای در وبا از آثار اوست.